# Biavl
Biavl (eller apikultur, af latin apis, bi) er menneskets opretholdelse af honningbi-familier (engelsk: bee colonies), almindeligvis i bistader. En biavler (eller internationalt, apirist) holder bier, 
med det formål at indsamle honning og bivoks, for at bestøve afgrøder, eller for at producere bier og bifamilier med salg for øje til andre biavlere. 
Lokaliteten, hvor bier holdes, kaldes for en bigård. Biavlens og biavleres skytshelgen er Skt. Ambrosius.
Mens en erhvervsbiavler har flere hundrede bistader, har et stigende antal parcelhus- og kolonihaveejere et eller to bistader i haven. Placeres staderne med omhu, generer bierne ikke naboer eller folk, der færdes i haven.
Efter invasionen af varroamider i 1980'erne har det ikke været muligt for honningbier at overleve vildt i store dele af Europa. Biernes overlevelse er afhængig af biavlerens aktive bekæmpelse af miderne.

## Historie

### Oprindelse
Biavl har været kendt af mennesket i årtusinder. I Antikkens Grækenland var guden Aristaios hyrdeguden for bl.a. bikuber. 
Globalt er der mere end 20.000 arter af vilde bier, herunder adskillige der er solitære eller opfostrer ungbierne under jorden og i små kolonier, som murbier (Colletes daviesanus) og humlebier (Bombus). Biavl beskæftiger sig med den praktiske omgang med og styring af de sociale arter af honningbier, der lever i store kolonier på op til 100.000 individer. I Europa og USA er den almindeligt anvendte race blandt biavlere honningbien (Apis mellifera), der har adskillige underarter og regionale varianter, såsom den "gule" italienske bi (Apis mellifera ligustica ), den brune europæiske bi (Apis mellifera mellifera), og den "grå" Krain bi (Apis mellifera carnica). I de tropiske egne findes andre arter af sociale bier, der benyttes til honningproduktion, heriblandt Apis cerana. 
Alle Apis mellifera underarterne er i stand til at krydse sig indbyrdes ved avl og dermed udvikle hybrider. Mange professionelle avlere stræber efter ved selektiv avl og krydsning at frembringe varianter med særligt ønskværdige kvaliteter, såsom modstandsdygtighed overfor parasitter og sygdomme, god honningproduktion, lav tilbøjelighed til at sværme, nem avl og roligt temperament. Den intense avl og krydsning kan dog have bieffekter som bl.a. at de fremavlede karaktertræk med tiden forsvinder i nye generationer og at hybriderne kan have tendens til at være meget defensive og endda aggressive i omgangen. 
Nogle professionelle biavlere forsøger at genoplive oprindelige, lokale varianter og bestande, som den sorte engelske bi, den sorte franske og den brune danske, med det formål at bevare biodiversiteten og for at frembringe mere rolige bier. Disse bestræbelser er især udpræget i England , Irland  og i Danmark.

## Høst af vilde biers honning
Høst af honning fra kolonier af vilde bier er en af de ældste menneskelige aktiviteter og praktiseres stadig i indfødte samfund i dele af Afrika, Asien, Australien og Sydamerika. Nogle af de ældste spor af tegn på indsamling af honning fra vilde bier, findes på hulemalerier, der er dateret til omkring 13.000 f.Kr. Honningen blev sædvanligvis samlet ved at pacificere bierne med røg og derefter brække træet eller klippen, hvor kolonien holdt til, op, hvilket naturligvis ofte resulterede i den fysiske ødelæggelse af kolonien.

## Domesticeringen af den vilde bi
På et tidspunkt begyndte mennesket at domesticere bierne i kunstige bikuber, fremstillet af hule træer, trækasser, lerkar/krukker eller flettede kurve af strå (det, de fleste på vore breddegrader forstår ved en 'bikube'). Tæmningen af bierne var meget udviklet i det gamle Egypten og forseglede krukker med honning er fundet i bl.a. Tutankhamons grav. Biavl er også udførligt behandlet af antikkens romerske forfattere som Virgil, Gaius Julius Hyginus, Varro, og Columella. Dele af biernes liv behandles også indgående af Aristoteles.
Arkæologen Amihai Mazar fra Jerusalem's Jødiske Universitet har fundet spor af avanceret bihold i ruinerne af byen Rehov (der havde 2000 indbyggere på Israeliternes og kana'anæernes tid, og altså blomstrede i bibelens tid, for ca. 3000 år siden). Disse fund inkluderede bl.a. 30 intakte kuber, dateret til ca. 900 f.Kr. Kuberne var fremstillet af strå og soltørret ler og lå i gårde med 100 kuber. Ezra Marcus, en ekspert fra Haifa Universitet, udtalte at fundene var et lille blik ind i virkelighedens biavl på den tid, der også afspejles i tekster og antik kunst fra Mellemøsten. Den religiøse forbindelse sås også i fundet af et alter nær kuberne, dekoreret med frugtbarhedsgudinder.

## Studiet af honningbien
I adskillige årtusinder, var menneskets forståelse af biernes biologi og økologi meget begrænset og præget af overtro og folklore. Oldtidens mennesker troede at bidronningen var en han, kaldet en bi-konge og der var ikke en egentlig forståelse af, hvordan bier reproducerer sig. Det var ikke før det 18. århundrede at europæiske naturfilosoffer begyndte at foretage videnskabelige studier af bifamilier og fik en forståelse af biernes komplekse og skjulte biologiske verden. Særligt fremtrædende videnskabelige pionerer var bl.a. Svammerdam, René Antoine Ferchault de Réaumur, Charles Bonnet og den blinde schweiziske forsker Francois Huber. Swammerdam og Réaumur var blandt de første, der benyttede mikroskoper og dissektion til at undersøge honningbiens indre. Réaumur var blandt de første til at konstruere et såkaldt observationsstade med glasside, for bedre at kunne observere aktiviteterne inde i boet. Han så dronninger lægge æg i åbne celler, men vidste stadig ikke, hvordan dronningen bliver befrugtet. 
Ingen havde nogensinde set en dronning og en drone parre sig og mange teorier gik ud på at dronningen var selvbefrugtende, mens andre troede, at en slags duft eller 'sved' fra dronerne befrugtede dronningerne, uden egentlig fysisk kontakt. Huber var den første, der gennem observation og eksperimenter beviste, at dronningen bliver fysisk insemineret udenfor stadets rammer, ofte i stor afstand fra det. Ved at følge Réaumur's forskrifter, udviklede Huber observationsstader og opdelte stader, der kunne åbnes ligesom en bog, for bedre at studere de individuelle vokstavler. 
Dette var en betydelig forbedring af den direkte observation af aktiviteterne i boet. Huber blev blind allerede før han var fyldt tyve og han ansatte derfor en assistent ved navn Francois Burnens til at foretage de daglige observationer og udføre præcise eksperimenter og til at nedskrive resultaterne af disse over en periode på mere end tyve år. Hubers observationer  bekræftede, at en bifamilie består af en dronning, der er mor til alle hunnerne (arbejderbierne) og hannerne (dronerne) i kolonien. Han var også den første til at konstatere, at dronningens befrugtning af dronerne finder sted udenfor stadet og at dronningen bliver insemineret af et successivt antal droner højt oppe i luften på lang afstand af stadet eller kuben. 
Burnens og Huber dissekerede bier under mikroskop og var blandt de første til at beskrive dronningens æggeledere og spermsæk, ligesom de konstaterede tilstedeværelsen af dronens penis. Huber anses i dag for at være 'bi-videnskabens fader' og hans værk Nouvelles Observations sur Les Abeilles ('Nye observationer af Bier') beskrev alle de basale videnskabelige fakta om biernes biologi og økologi.

## Opfindelsen af den bevægelige tavlebygning
De tidlige tiders indsamling af honning indebar destruktion af hele bisamfundet ved høsten. Den naturlige kube blev udsat for et brutalt indgreb, ved hjælp af røg, hvorefter hele bikagen (med honning, æg, larver osv.) blev revet ud og mast sammen. Den flydende honning blev så ekstraheret gennem en si eller flettet kurv. Denne metode var naturligvis både meget destruktiv og uhygiejnisk, men for jæger-samler samfundene var dette underordnet, eftersom honningen oftest blev konsumeret umiddelbart efter indsamlingen og der altid var flere vilde bikolonier i nærheden. I de stadigt mere organiserede samfund medførte 
dette indgreb et stort tab af resurser, som gav biholdet (der altså egentlig ikke har noget med bi-avl at gøre) præg af en stadig "tilbage til start" aktivitet, men ikke desto mindre  fortsatte denne metode helt frem til det 19. århundrede. Der var ingen kontinuitet i produktionen og ingen mulighed for selektiv avl, qua ødelæggelsen af bifamilien og ikke mindst den værdifulde bidronning. 
I middelalderen var især klostre og bispegårde ofte centre for bihold, eftersom bivoks var en meget efterspurgt vare til fremstilling af finere lys til kirkelig brug og honningen benyttedes til fremstilling af forskellige alkoholiske drikke, såsom mjød i egne af Europa, hvor vindruer ikke naturligt vokser. 
Omkring midten af det 19. århundrede skete der en revolution indenfor biholdet, ved opfindelsen og perfektionen af den flytbare tavlebygning. Opfinderen hed Lorenzo Lorraine Langstroth, der var amerikansk-italiensk immigrant.  Langstroth var den første, der gjorde praktisk brug af Hubers opdagelse, at der var et præcist mellemrum mellem vokspladerne i kolonien – hvilket senere blev døbt "bi-rummet" – som bierne ikke fyldte med voks, men beholdt som frit mellemrum. Efter at have fastslået dette "bi-rum" (ca. 5-8 mm), fabrikerede Langstroth en række trærammer, der nøje overholdt mellemrummet og kom dem i en rektangulær kasse. Da han installerede en bisværm i kassen, opdagede han, at bifamilien byggede parallelle vokstavler i kassen uden at forbinde dem til hverken de andre rammer eller til kassens vægge. 
Dette gør i realiteten biavleren i stand til at tage en hvilken som helst tavle op af kassen til nærmere inspektion, uden at gøre skade på hverken bier eller tavlebygning. Det siger sig selv, at dette heller ikke går ud over hverken æg, larver eller pupper, der måtte befinde sig i rammerne. Det betød også, at rammerne, der kun indeholdt honning, kunne fjernes og høstes uden at gøre nogen skade på familien, hvorefter den tømte tavle efterfølgende kan sættes intakt tilbage i stadet. Langstroth beskrev sine erfaringer, om genopdagelsen af birummet og udviklingen af hans patenterede bevægelige stade (som egentlig var en kasse), i det nu klassiske værk The Hive and Honey-bee, 1853. Opfindelsen af det flytbare stade satte gang i en fremvækst af 
egentlig kommerciel honningproduktion i stor skala, både i Europa og USA. 

## Bistadets udvikling
Langstroths udvikling af bistader blev hurtigt videreført af både biavlere og opfindere på begge sider af Atlanten, og et stort antal forskellige designs blev udviklet og perfektioneret i England, Frankrig, Tyskland og USA. Klassiske former som Dadants stadet og Langstroth stadet er stadig dominerende i USA. I Frankrig (og også Danmark) blev især De-Layens trugstade populært. I Storbritannien blev British National Hive standard så sent som 1930erne, mens det mindre Smith Hive stadig er populært i Skotland. Trugstadet er stadig meget udbredt i Skandinavien og Rusland, dog nok mest på hobbyplan, mens egentlige erhvervsbiavlere og efterhånden også de fleste hobbybiavlere foretrækker opstablingsstader. Regionale udformninger af staderne er ofte dikteret af klimaet, floraen og distinkte reproduktive træk hos de forskellige underarter af den indfødte honningbi i hver bioregion. 
Forskellene i stadernes fysiske dimensioner er dog stort set underordnede de samme faktorer i udformningen – de er alle kvadratiske eller rektangulære, gør brug af flytbare trærammer, består af en bund ('"gulv"), et "trug" (hvor tavlerne sidder), et metalgitter og et tag. Oprindelig blev staderne typisk fremstillet af vejrbestandige træsorter, såsom cedertræ, fyr eller cypres, men efterhånden er stader fremstillet af polystyren blevet meget udbredt. I staderne kan biavleren i højsæsonen indsætte et dronninggitter mellem tavlerne med avl og honning, for at forhindre dronningen i at lægge æg i celler og tavler, der ligger op ad honningforrådet, som benyttes til konsumering. For at skabe en god ventilation året rundt er stadebunden ofte helt eller delvis erstattes med et trådnet. 

## Biavlens pionerer
Det 19. århundrede kunne opvise en eksplosion indenfor opfindere og innovatorer, der dels perfektionerede udformningen og produktionen af bistader, omgangen og selve opdrættet, den selektive avl, udvindingen af honning m.m. Særligt fremtrædende navne var bl.a. 
- L.L. Langstroth, anerkendt som den amerikanske biavls fader. Ingen person har isoleret set haft større indflydelse på moderne biavl.
- Moses Quinby, ofte kaldet 'den kommercielle biavls fader' i USA. Forfatter til Mysteries of Bee-Keeping Explained.
- A.J. Cook, forfatter til The Bee-Keepers' Guide; or Manual of the Apiary, 1876.
- Dr. C.C. Miller var en af de første, der drev biavl på et kommercielt plan og fra 1878 og resten af sit liv var i stand til at leve af det.
- Major Francesco De Hruschka var en italiensk militærofficer, som gjorde en grundlæggende nødvendig opfindelse indenfor kommerciel biavl. Han opfandt i 1865 en simpel maskine til at udtrække honningen fra tavlerne ved hjælp af centrifugalkraften. Udgangspunktet var ganske simpelt at lave en metalramme, der kunne fastholde rammen, mens den blev sat i omdrejninger i en beholder, hvorefter honningen blev 'slynget' ud af tavlerne og kunne tappes fra beholderens bund. Dette gjorde, at tavlerne kunne returneres intakte, men tomme, til stadet, hvilket sparede både bier og biavler for enorme mængder af tid, arbejde og materialer. Opfindelsen kaldes en honningslynge.
- Broder Adam, en engelsk munk, der i 1900-tallet havde ansvaret for biavlen på Buckfast Abbey. Her udviklede han en krydsningsbi kaldet Buckfast-bien, der i blandt andet Danmark er den mest udbredte.

## Traditionel biavl
Der er store regionale variationer i de stadetyper, hvor bierne holdes. Et stade er en rektangulær kasse fyldt med udtagelige rammer i træ eller plastic, hvor der på hver især fra biavlerens side er indsat en plade af voks eller plastic, med heksagonalt mønster. Bierne bygger så videre på cellerne ud fra mønsteret i 'fundamentet'. Der findes to cellestørrelser, et 'arbejder-fundament', der gør bierne i stand til at lave små celler til arbejderbier, yngel og honning og et større og lidet brugt 'drone-fundament', som bierne kan benytte til at producere droner, altså bier af hankøn.
De nedre tavler indeholder bidronningen og de fleste af arbejderbierne samt ynglen (æg, larver og pupper), mens de øvre primært indeholder honning. En stor del af de voksne bier kan producere bivoks i form af voksflager, som de udskiller som sekret fra mellemrummene i deres maveplader. De bygger tavlen op ved at benytte fundamentet som udgangspunkt og derefter fylder de cellerne i pladerne med honning eller pollen. Pladerne kan flyttes og fjernes uden problemer i forbindelse med høst og avl.

## Økologisk biavl
Da biavleren jo ikke har kontrol over, hvor bierne flyver hen, kan biavl kun anerkendes som økologisk, hvis der i flere kilometers afstand fra bistadet kun forekommer udyrket land eller økologisk landbrug. 
Der er i 2005 anerkendt én økologisk biavler i Danmark. Økologisk honning importeres til Danmark fra lande med mindre restriktive fortolkninger af begrebet økologi.
Alternativ form for biavl kan der læses om i artiklen: Bier på en karrusel! skrevet af Wayne Kristensen 

## Udstyr

### Påklædning
Kendskab til bierne, deres struktur og opførsel, kommer i absolut første række for biavleren, da den almindelige omgang lettes meget ved dette. De fleste biavlere benytter dog herudover også forskellige beskyttelsesforanstaltninger. Uerfarne biavlere og nybegyndere benytter typisk handsker og en slags hættetrøje med slør eller ditto hat. Mere erfarne biavlere undlader sommetider at benytte handsker, fordi disse kan virke hæmmende i den forsigtige omgang med bifamilien. Ansigt og nakke er de vigtigste områder at beskytte, så langt de fleste vil benytte i hvert fald et slør. Beskyttende påklædning bør være lyst og helst ikke kulørt, ligesom det bør være fremstillet af bløde og glatte materialer. Dette sikrer, at bierne vil 'genkende' biavleren som en ven, og ikke en naturlig fjende som f.eks. grævling, ræv, bjørn og andre, der typisk er mørke med tyk pels. 
Meget defensive bifamilier kan tiltrækkes af åndedrættet, og et bistik i ansigtet kan forårsage langt større smerte og hævelser end stik andre steder på kroppen. Et stik fra biens brod på f.eks. hånden kan normalt fjernes ved øjeblikkeligt at skrabe den væk med en negl eller kniv, for at fjerne og reducere mængden af giftindsprøjtning. Biens brod har meget svært ved at trænge igennem menneskets tykke hud, og den vil derfor oftest blive revet ud af biens krop (hvilket naturligvis typisk forårsager biens død) og blive siddende efter stikket, inklusiv dens giftsæk, der stadig pumper løs.

### Røgpusteren
Røg er biavlerens udvej ved gennemgang af bistadet. De fleste biavlere benytter en røgpuster, et apparat der er lavet til at skabe røg ved ufuldstændig forbrænding af forskellige materialer. Røgen dæmper bierne og får dem til at søge ned på tavlerne for at æde honning, i forventning om at der måske er en 'skovbrand' under opsejling, der kan tvinge kolonien til at forlade boet. Røgen dæmper også lugten af feromoner udskilt fra vagtbier, eller fra bier der uheldigvis bliver mast under inspektionen. Koloniens generelle tilstand af forvirring giver biavleren mulighed for at åbne stadet og arbejde, uden at udløse en fjendtlig reaktion fra bifamilien. En teori går ligeledes ud på, at når bierne fylder maven op med honning (pga. 'branden'), har den mindre bevægelsesfrihed og dermed sværere ved at stikke, dette er dog ikke videnskabeligt bevist. 
Røg er diskutabelt i forbindelse med bikolonier der sværmer, da disse ikke har adgang til en forråd af honning, de kan konsumere. Normalt er røg slet ikke nødvendig, da bisværme har en tendens til at være mindre defensive fordi de ikke har noget forråd at vogte over og en ny sværm i øvrigt allerede har 'tanket op' hjemmefra. 
Røgpusteren kan benytte mange former for materialer til forbrænding, så længe disse er naturlige og ikke indeholder giftige og farlige substanser. Gode røggivere er f.eks. hessian, tobaksstilke, fyrrekogler, bølgepap og tørt eller råddent træ. Nogle forhandlere af biavlsmateriel sælger også forbrændingsmaterialer såsom papirpulp og presset bomuld, eller endda røg på spraydåser. Der findes alternativt også en substans, kaldet 'flydende røg', som er en vandbaseret opløsning, der sprøjtes ud over bierne.
Som alternativ til røg benytter mange biavlere en svag, ufarlig opløsning af mælkesyre, der sprøjtes på bierne med en forstøversprøjte.

### Andet udstyr
Af andet biavlsudstyr kan nævnes:
- stadekniv
- bibørste
- slynge
- tavlespore

## Bifamiliens opdeling
En familie af bier består af tre typer individer: 
- En dronning, der normalt er den eneste der kan lægge æg i kolonien.
- et stort antal arbejderbier af hunkøn, typisk i et antal af 30-50.000.
- et antal droner af hankøn, i et antal af tusinder i en stærk familie, til ganske få om efteråret og ingen om vinteren.

Bidronningen er den eneste seksuelt udviklede hun i bifamilen, og samtlige arbejderbier og droner er hendes afkom. Dronningen kan leve tre år eller mere og er i stand til at lægge mere end en halv million æg i løbet af hendes levetid. Højdepunktet af fødedygtighed ligger fra sent forår til sommer, hvor en første kvalitets dronning er i stand til at lægge 3000 æg i løbet af blot een dag, hvilke tilsammen vejer mere end det dobbelte af dronningens egenvægt, men dette hører dog også til undtagelsen. En 'normal' dronning lægger typisk 2000, og mere gennemsnitligt, ca. 1500 æg om dagen. Dronningen kommer fra et almindeligt arbejder-æg, 
men bliver under opvæksten fodret med en speciel diæt, bestående af større mængder Gelée Royale end de ordinære arbejderbier, hvilket resulterer i en radikalt anderledes udvikling og endelig forvandling. 
Dronningen 'styrer' bikolonien gennem produktion og udskillelse af feromoner. Et af disse kemikalier undertrykker udviklingen af æggestokkene hos arbejderbierne i kolonien og dermed deres evne til at lægge æg.

## Dronningens parringsritual
Dronningen kommer ud af sin celle efter 15 dages udvikling og forbliver i boet 3-7 dage, før hun drager ud på sine flyveture for at parre sig. Hendes første tur varer kun få sekunder, hvor hun orienterer sig om boets placering og sted. De efterfølgende varer 5-30 minutter, hvor hun parrer sig med et antal droner på hver tur. På adskillige ture, ja op til 20 eller flere, modtager og opbevarer dronningen sæd fra et antal droner, der er i stand til at befrugte hundrede tusinder æg. Hvis det ikke lykkedes hende at forlade boet for at parre sig, f.eks. pga. dårligt vejr eller fordi hun er fanget i en del af boet, forbliver hun ubefrugtet og vil derfor kun være i stand til at lægge drone-æg, men ikke arbejderbier, hvilket er lig med koloniens undergang. 
Parringen finder sted på nogen afstand af boet og mere end 10-12 meter over jorden. Det menes at årsagen til dette er, at de svagere droner så bliver udskilt fra de stærkere, hvilket igen betyder at de hurtigste og stærkeste droner får lov at videreføre deres gener.

## Befrugtede og ubefrugtede æg
Efter at have opnået en succesfuld parring vil dronningen begynde at lægge æg første gang få dage senere. Størstedelen af de æg hun producerer er befrugtede og frembringer arbejderbier. Hvis hun lægger et ubefrugtet æg, bliver det til en drone. Hvordan kolonien beslutter, hvor mange arbejdere der skal udklækkes kontra hvor mange droner, er ikke fuldt opklaret.

## Hunkøns arbejderbier
Langt hovedparten af individerne i en koloni er arbejderbier af hunkøn. I højsæsonen midt på sommeren, hvor aktiviteten i boet er hektisk og foregår non stop, kan en arbejderbis livslængde være så kort som seks uger. I det sene efterår, når der ikke længere produceres yngel og der ikke samles nektar, er arbejderbiernes livslængde omkring 16 uger, altså hele vinteren. Arbejderbien udfører forskelligartede opgaver i boet i sin livsperiode, dikteret af biens alder.
| Periode          | Arbejdsaktivitet                                 |
| ---------------- | ------------------------------------------------ |
| Dage 1-3         | Rensning af celler                               |
| Dag3-6           | Ældre larver fodres                              |
| Dag 6-10         | Yngre larver fodres                              |
| Dag 8-16         | Modtagelse og inddampning af nektar fra trækbier |
| Dag 12-18        | Vokssekretion og vokscellebygnig                 |
| Dag 19 og fremad | Indgangen vogtes, nektar og pollen hentes        |

## Hankønsbier (droner)
Droner er fysisk de største bier i kolonien, næsten tre gange større end arbejderbierne. De arbejder ikke, indsamler ikke pollen eller nektar og avles kun med det ene formål at parre sig med nye dronninger, ved at befrugte dem på disses flyvetur udenfor stadet/kuben. Bikolonien vil typisk begynde at fremavle droner nogle uger før påbegyndelsen af dronningeceller, for enten at kunne imødegå en 'svag' (f.eks. uproduktiv) dronning, eller som forberedelse til at sværme. Når sæsonen for opfostringen af bidronninger er ovre, vil bierne i koldere egne smide dronerne ud af boet, ved at bide i og rive deres ben og vinger af. Dronerne er nemlig på dette tidspunkt blevet en unødvendig byrde for kolonien i den forestående kolde periode og kan derfor ikke tolereres.

## Forskellige stadier i udviklingen
| Udviklingsstade | Dronning | Arbejder | Drone     |
| --------------- | -------- | -------- | --------- |
| Æg              | 3 dage   | 3 dage   | 3 dage    |
| Larver          | 4,5 dage | 6 dage   | 6,5 dage  |
| Pupper          | 8,5 dage | 12 dage  | 14,5 dage |
| Total           | 16 dage  | 21 dage  | 24 dage   |

## Årets gang i bifamilien
Bifamiliens udvikling følger et cyklisk mønster gennem året, der begynder om foråret med den voldsomme udvidelse af yngel, så snart der kan indsamles pollen til føde for laverne. Visse dele af yngelplejen begynder så tidligt som januar, selv i kolde vintre, men den egentlige avl og udklækning accellerer og topper i maj-juni på den nordlige halvkugle. De enkelte biracer synkroniserer dette kapløb med tiden individuelt, alt efter udbuddet og blomstringen af floraen i den specifikke region. Nogle dele af Europa har to nektar-sæsoner: en i det sene forår og en ny hen i august, mens andre dele 
kun har en enkelt sæson. Biavlerens dygtighed afhænger af dennes evne til at forudsige, præcist hvornår nektarindsamlingen i vedkommendes område begynder, og i at sikre, at kolonien får skabt et maksimum af trækbier'indsamlere' på præcis det rigtige tidspunkt.
Et særdeles vigtigt område er biavlerens forhindring eller klog udnyttelse af biernes impuls til at sværme. Hvis en koloni uventet sværmer, og biavlerne ikke når at indfange eller inddæmme sværmen, vil resultatet uundgåeligt blive en meget reduceret honninghøst. Men hvis biavleren på den anden side udnytter impulsen til at sværme, ved at fremavle en ny dronning i boet, og holde bierne i  kolonien sammen, vil honninghøsten blive maksimeret. Det kræver dog mange års erfaring og praksis at styre alle disse processer til succes, selvom de fleste begyndere i biavl af forskellige grunde vil opleve at få en god høst ud af affæren.